# این مهمونی منه (فیلم)
این مهمونی منه (به انگلیسی: It's My Party) فیلمی محصول سال ۱۹۹۶ و به کارگردانی رندل کلایسر است. در این فیلم بازیگرانی همچون مارگارت چو، بروس دیویسن، لی گرانت، گرگوری هریسون، مارلی متلین، رادی مک‌داول، الیویا نیوتن-جان، برانسون پینچوت، پال رجینا، اریک رابرتس، جرج سیگال، استیو آنتین، سالی کلرمن، نینا فوخ، کریستوفر اتکینز، دنیس کریستوفر، ران گلس، کاساندرا پیترسون و جوئی کرامر ایفای نقش کرده‌اند.